# Sauce vénitienne
La sauce vénitienne est une sauce classique de la cuisine française qui accompagne le poisson.
Elle est composée d'une sauce vin blanc, d'un fumet de poisson, d'une quantité égale de vinaigre à l'estragon et de vin blanc réduits avec échalotes hachées et cerfeuil.
Elle est filtrée après cuisson et additionnée de beurre vert, 
de cerfeuil et d'estragon hachés.